# Serge Corteyn
Serge Corteyn (* 25. August 1967 in Bensberg) ist ein belgischer Fusionmusiker.

## Leben und Wirken
Corteyn experimentierte früh mit dem Tonbandgerät seiner Eltern und lernte Gitarre spielen. 1981 gründete er seine erste Band und trat neben einer kaufmännischen Lehre ab 1985 mit verschiedenen Bands auf. Er studierte von 1989 bis 1995 Jazzgitarre an der niederländischen Hogeschool voor de kunsten Arnhem. 1992 gewann seine Rockband Unknown Pleasure das Ruhrrockfestival und erhielt einen Vertrag bei MCA; das Album wurde nie veröffentlicht.
Corteyn ist als Multiinstrumentalist, Songwriter und Produzent tätig. Er gehörte zu Bands in unterschiedlichen Musikrichtungen wie transwagon oder Obst Obscure. Seit 2008 ist er Mitglied der Großformation The Dorf, mit der er mehrere Alben vorlegte und den WDR Jazzpreis 2019 erhielt; zudem spielt er mit Jan Klare und Martin Thissen im Trio The Staub; auch war er an dem Album Jake Playmo: My Favorite Toys beteiligt. Mit Manuel Loos arbeitet er in seiner Band Serge und die Unterwasserwanderer. 2017 erschien sein Soloalbum Lose Enden.
Seit 2008 ist er zudem als Bühnenmusiker und Komponist für Theater, Tanz und Performance an verschiedenen Theatern tätig. Im Zeitmaul-Theater in Bochum ist er u. a. als Initiator der monatlichen Reihe Wirewagna, einem Projekt an der Schnittstelle zwischen Musik und Bildender Kunst, tätig.